# Landstingshuset, Stockholm
För mer information om byggnadens äldre historia och tidigare användning, se Garnisonssjukhuset i Stockholm.

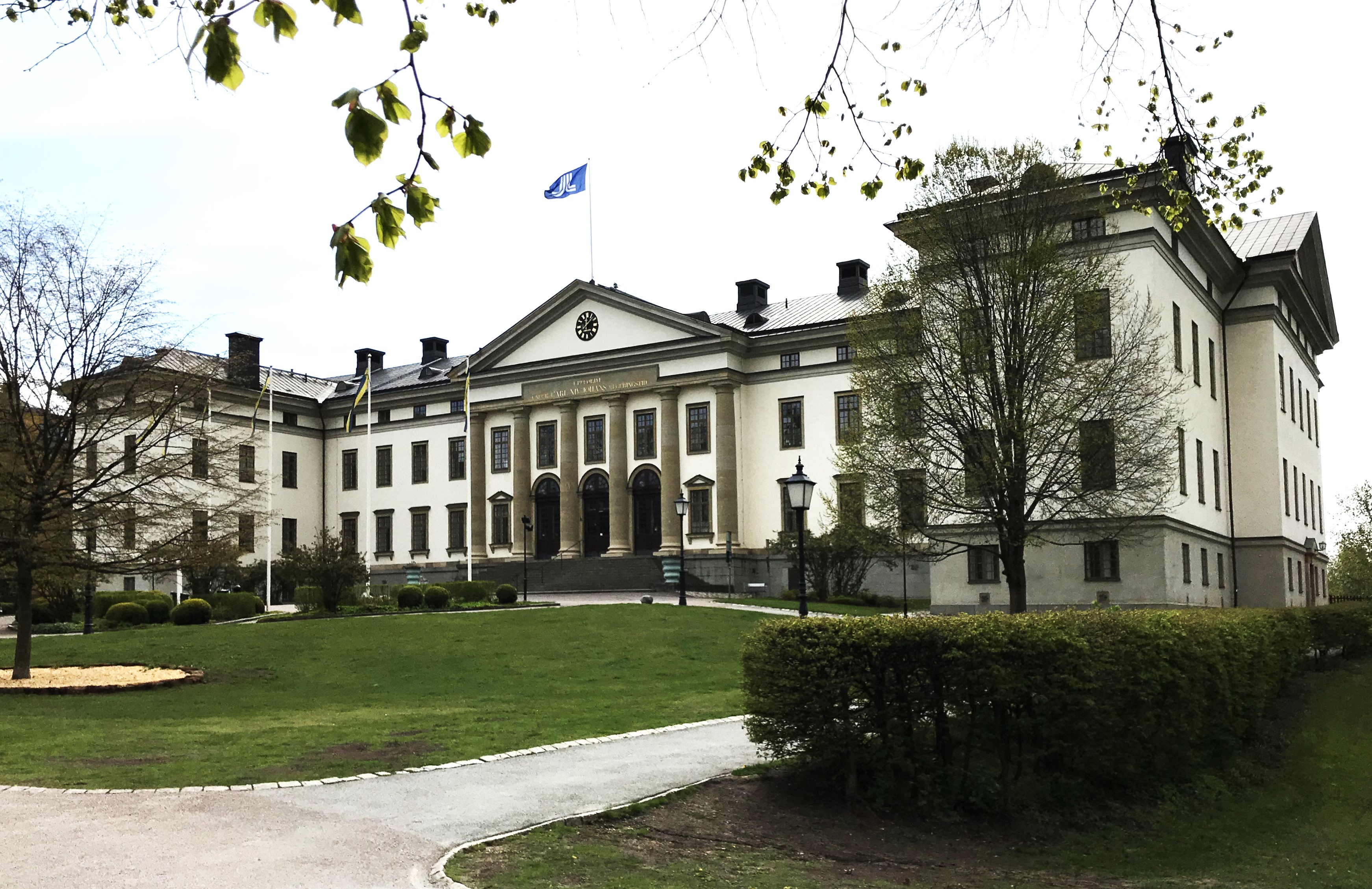
Landstingshuset, 2020.

Landstingshuset i Stockholm är förvaltningsbyggnad för Region Stockholm (tidigare Stockholms läns landsting). Huset är beläget vid Hantverkargatan 45 på Kungsholmen i Stockholm. Byggnaden, som tidigare hette Garnisonssjukhuset, innehåller i huvudsak kanslilokaler för regionens förtroendevalda och politiska ledning, samt regionens centrala bibliotek och kansliavdelning. Den centrala tjänstemannaorganisationen, Regionstyrelsens förvaltning, har lokaler i flera olika byggnader på samma tomt.

## Historik

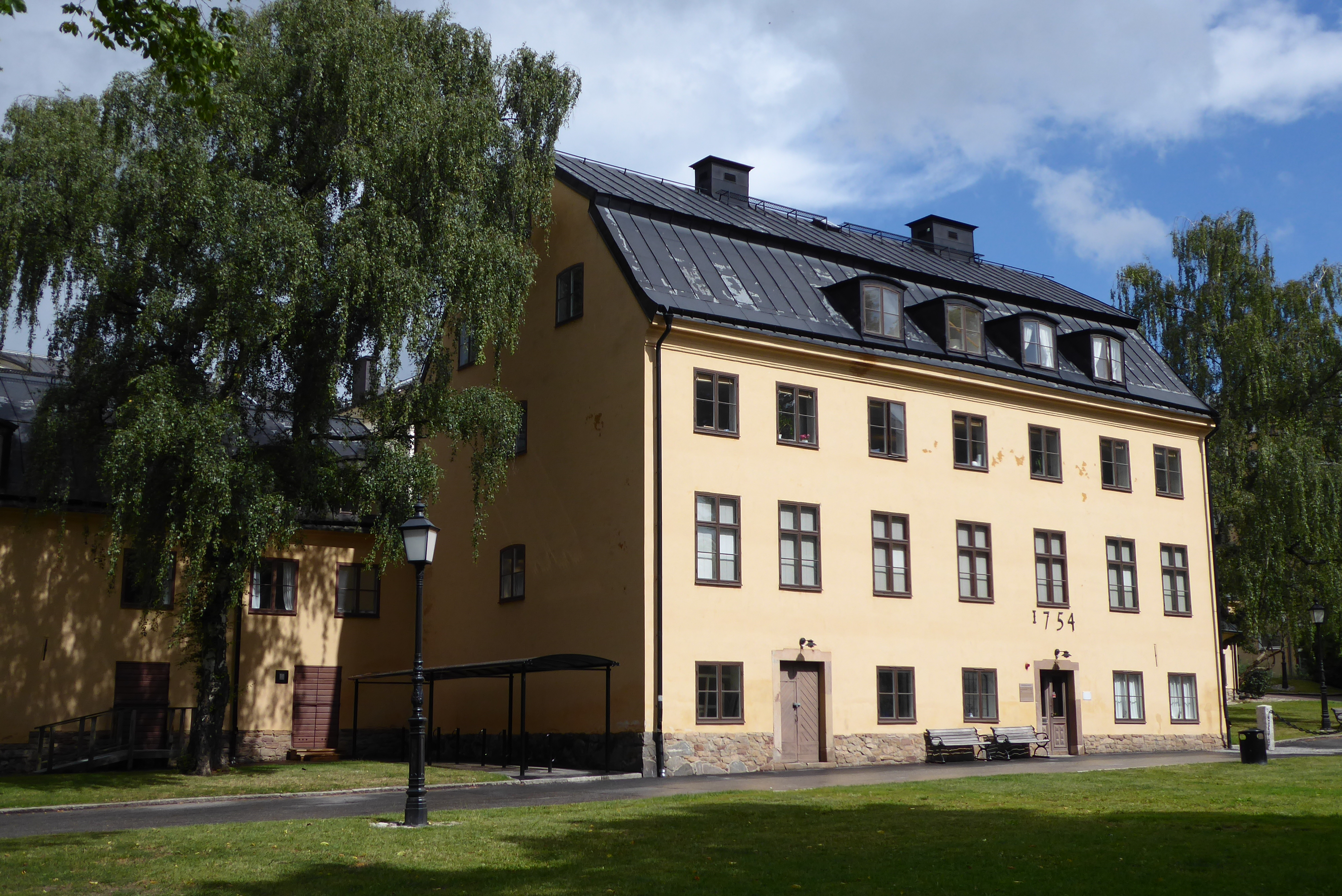
Graverska huset, byggt 1754, används som kontor av regionen.

Byggnaden, som är ritad av arkitekten Carl Christoffer Gjörwell i nyantik stil med en tempelgavel med toskanska kolossalkolonner, uppfördes åren 1816-1834 som garnisonssjukhus. Som sådant fungerade byggnaden i över hundra år.
År 1971 skapades en ny landstingsorganisation i Stockholms län, då vissa ansvarsområden som tidigare sköttes av Stockholms stad slogs samman med Stockholms läns landsting. I samband med det planerades ett nytt politiskt och administrativt högkvarter för det nyskapade storlandstinget. I maj 1968 beslutades att det nya landstingshuset skulle lokaliseras i Garnisonssjukhuset. 
Under åren 1970-1971 genomfördes en omfattande om- och tillbyggnad, då byggnaden anpassades för sitt nya ändamål. Arkitekt för dessa arbeten var Nils Sterner. Bland annat byggdes husets södra sida ut med en ny våning och en utomhusterrass. Under terrassen finns en plenisal för regionfullmäktige (Landstingssalen, som även kan hyras ut till externa ändamål), en foajé och en personalrestaurang, som även är öppen för allmänheten. Sjukhuskyrkan blev sammanträdeslokal för regionstyrelsen (Gjörwellsalen) och de tidigare vårdsalarna byggdes om till kontorsrum och sammanträdeslokaler. 
Landstingshusets tomt är en park som är öppen för allmänheten. I området mellan Landstingshuset och Norr Mälarstrand finns flera äldre hus som tidigare har tillhört sjukhuset och som idag används av Regionstyrelsens förvaltning, regiondirektören och stödfunktioner till koncernledningen. Ett nytt kontorshus är uppfört i samma stil som de äldre byggnaderna. Där finns även en förskola. 
Ett av husen är Graverska huset, som ligger omedelbart söder om Landstingshusets södra entré. Huset byggdes 1754. Byggherre var garvaren Jacob Graver. Graverska huset innehåller numera, förutom kontor, regionens representationsvåning som har restaurerats och återfått sin 1700-talskaraktär.

### Bilder

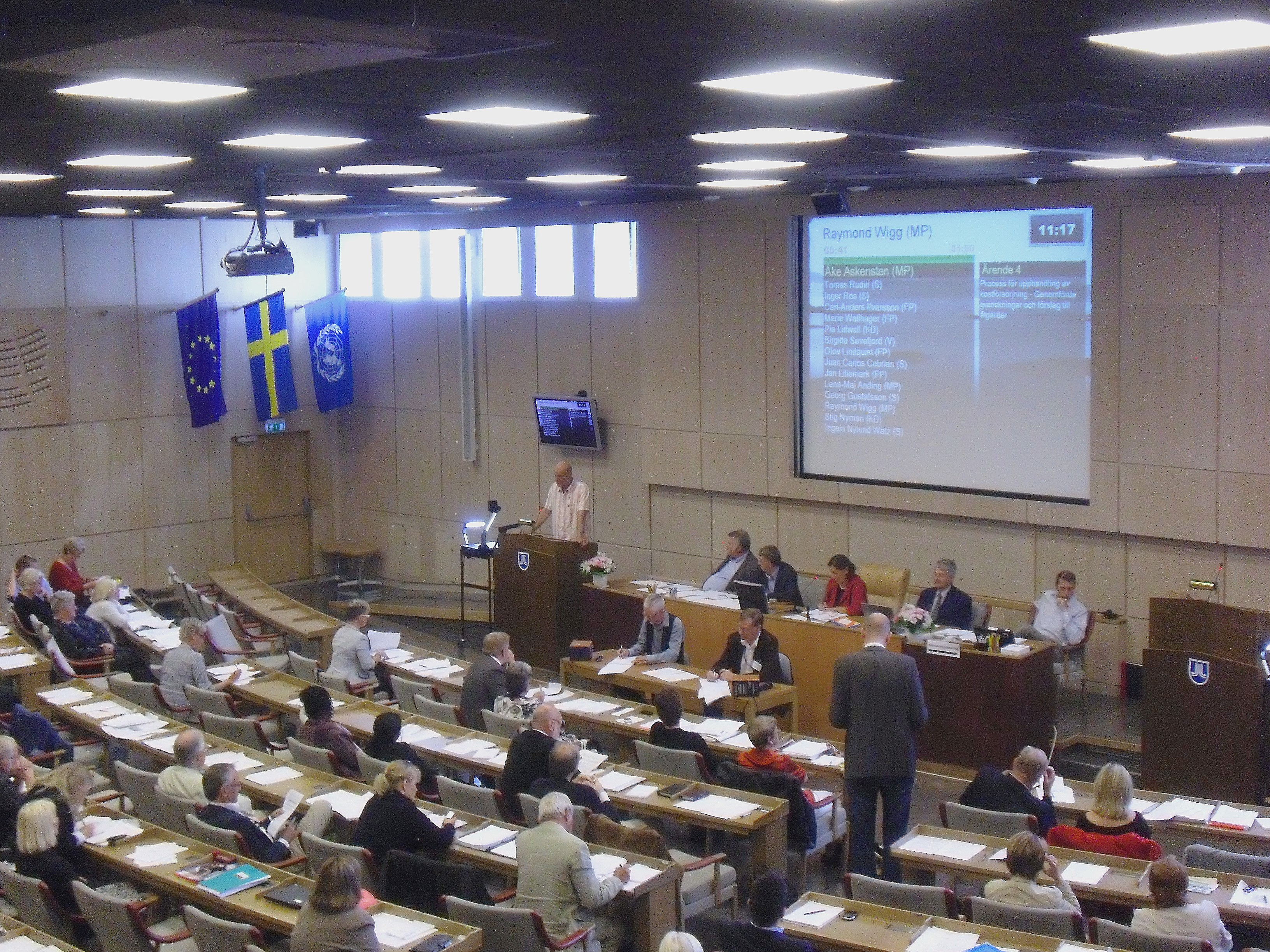
Landstingsfullmäktige sammanträder i plenisalen Landstingssalen
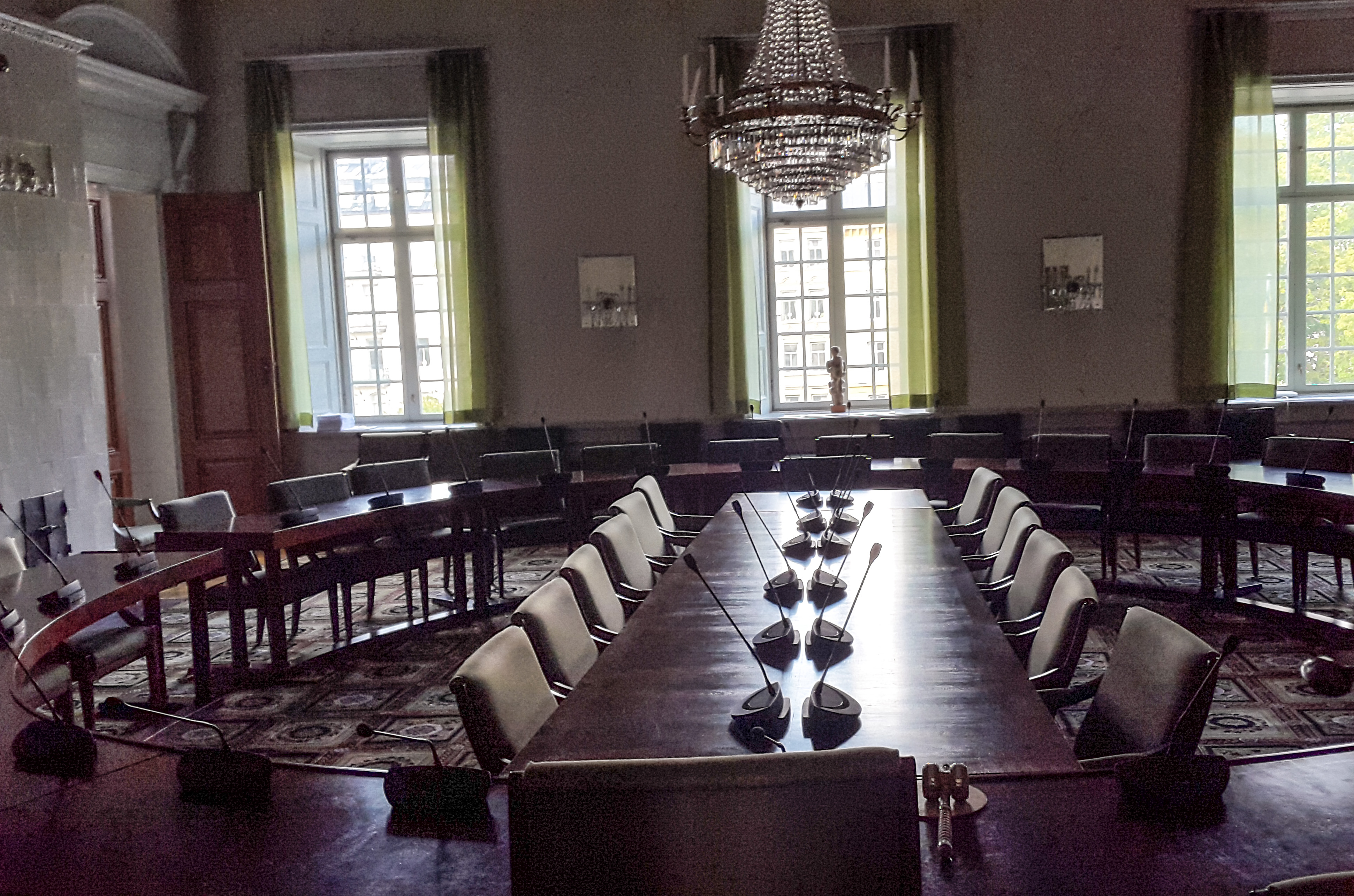
Gjörwellsalen, Regionstyrelsens sammanträdesrum
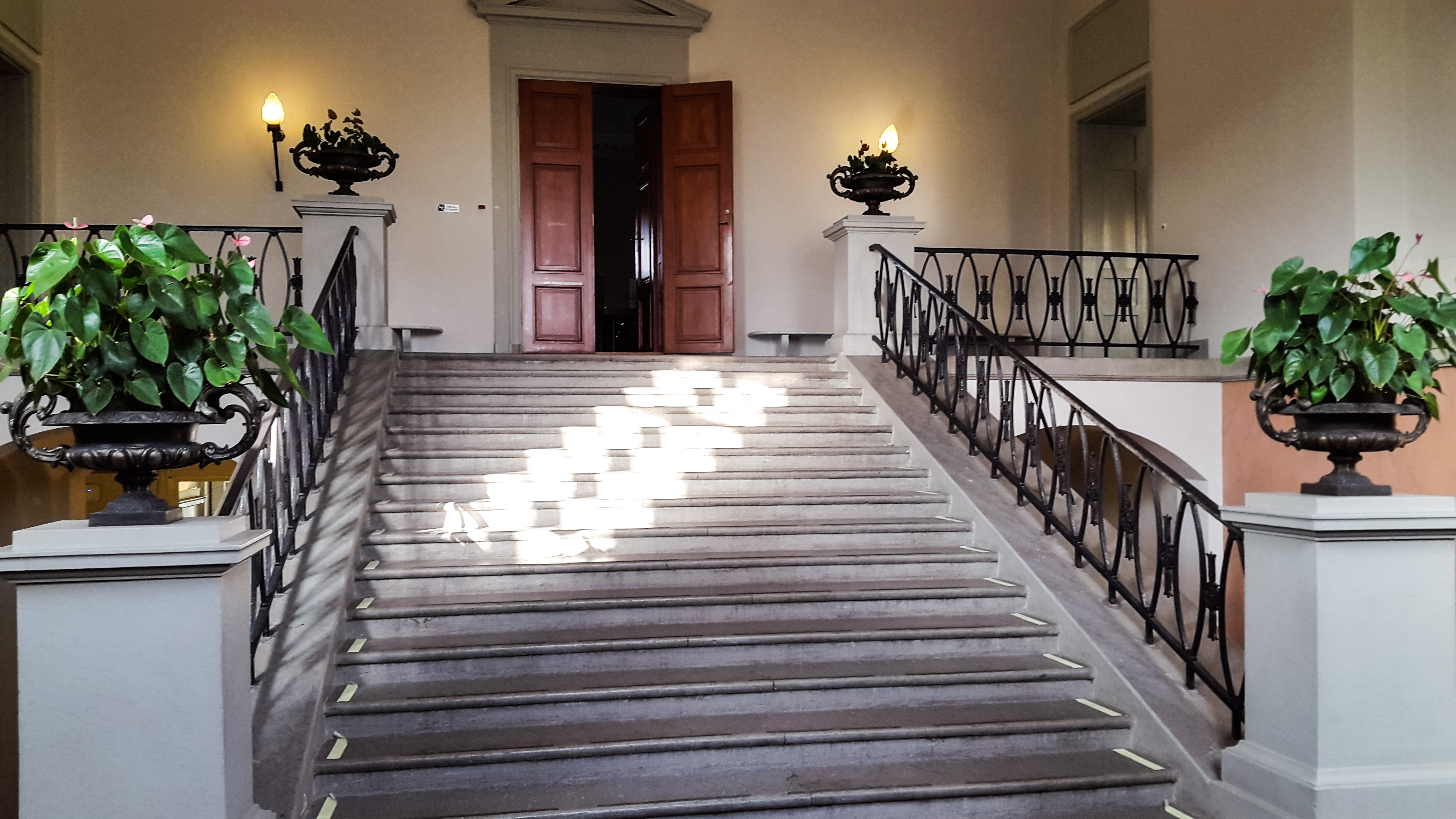
Stora trappan
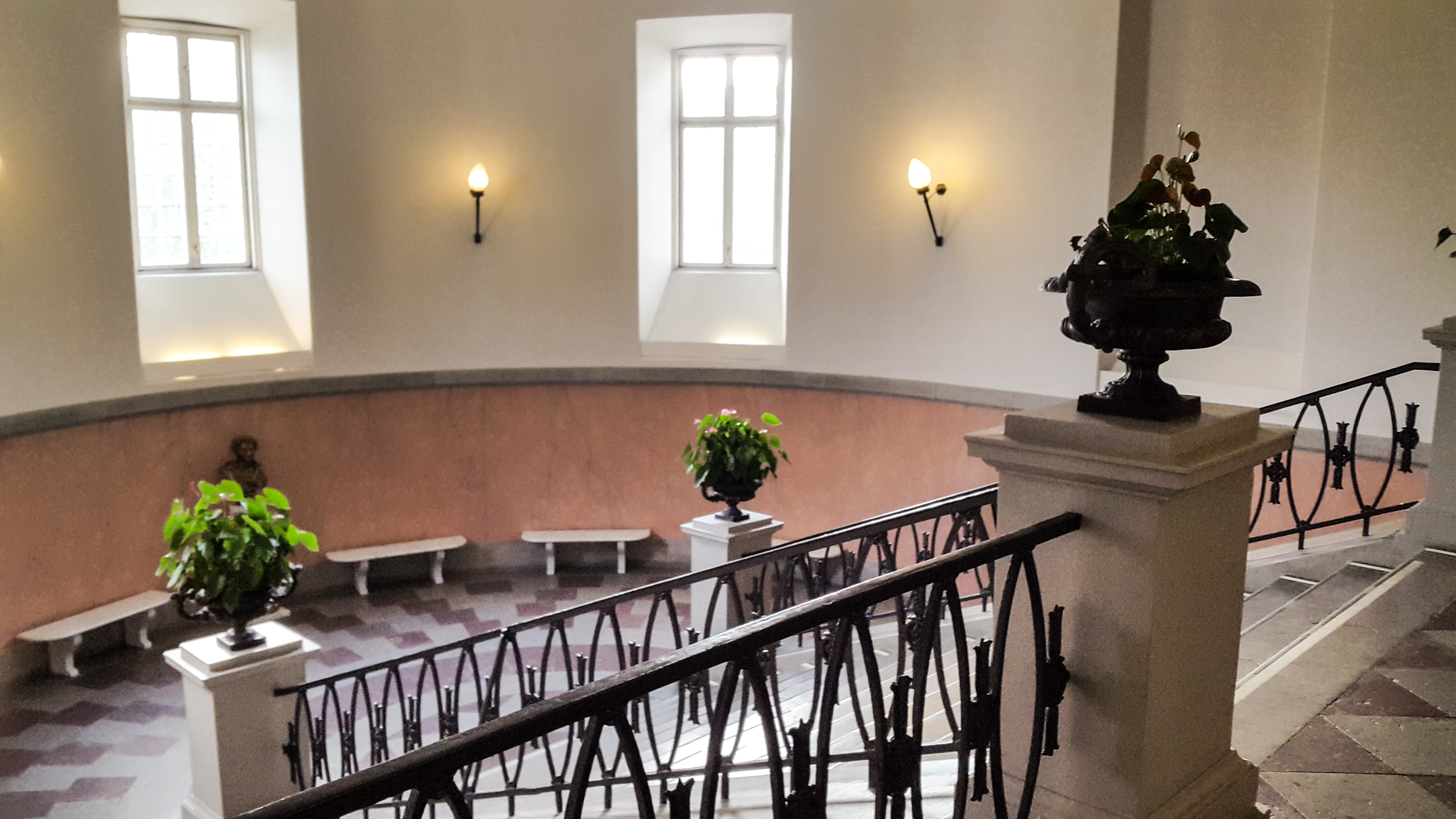
Trapphallen